# Amuntai
Amuntai är en ort i Indonesien.   Den ligger i provinsen Kalimantan Selatan, i den nordvästra delen av landet, 1 000 km öster om huvudstaden Jakarta. Amuntai ligger 10 meter över havet och antalet invånare är 55 560.
Terrängen runt Amuntai är mycket platt. Runt Amuntai är det tätbefolkat, med 881 invånare per kvadratkilometer. Det finns inga andra samhällen i närheten. I omgivningarna runt Amuntai växer i huvudsak städsegrön lövskog.